# Tessa James

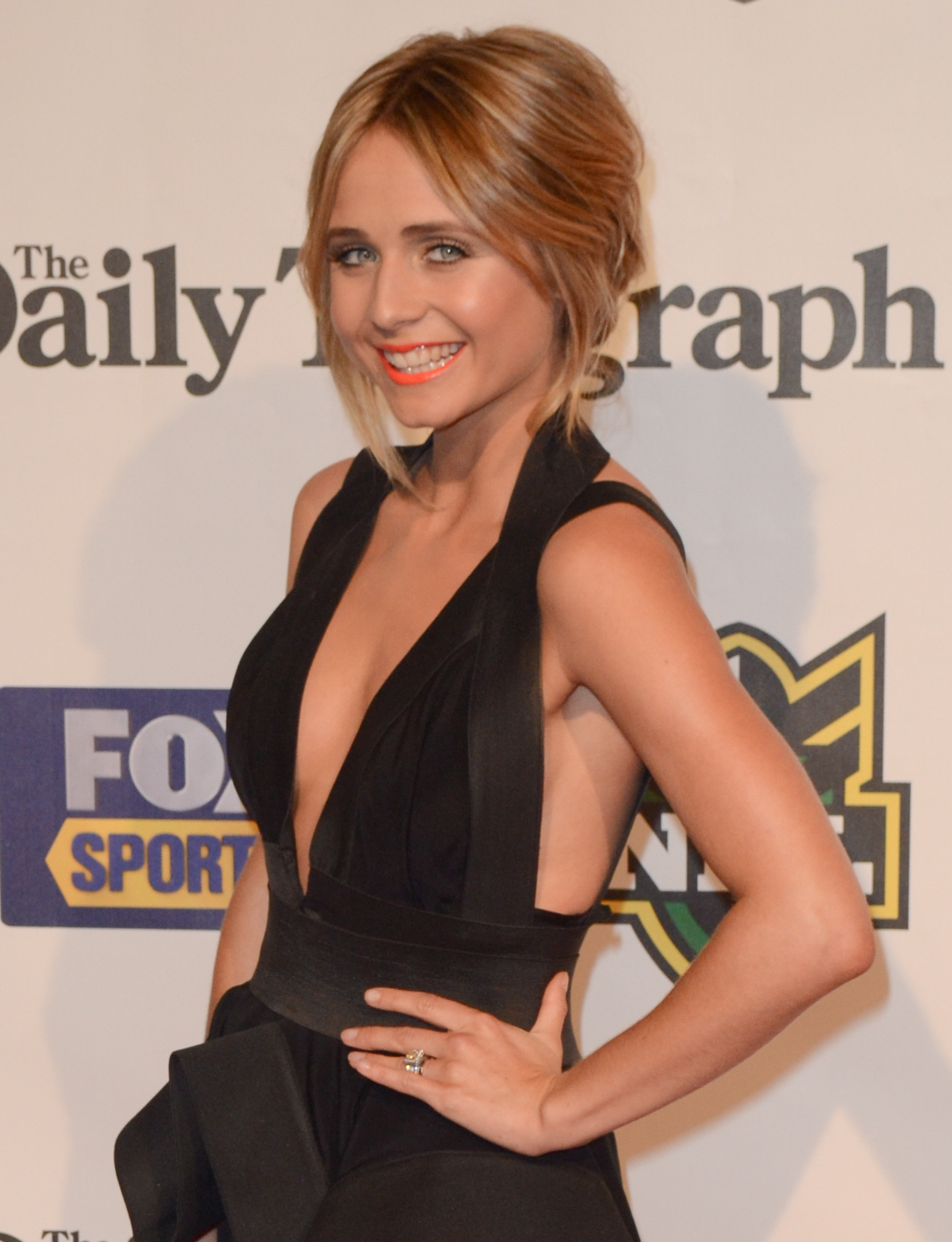
Tessa James (2012)

Tessa James (* 17. Oktober 1991 in Melbourne, Victoria) ist eine australische Schauspielerin, bekannt durch ihre Rollen in den Seifenopern Nachbarn und Home and Away.

## Leben und Karriere
Tessa James wurde im Oktober 1991 in der Hauptstadt des australischen Bundesstaats Victoria geboren. Sie besuchte zunächst die Park Orchards Primary School in Park Orchards und wechselte dann zum Methodist Ladies’ College im Melbourner Stadtteil Kew. 2008 verließ sie das College um ihre Schauspielkarriere zu verfolgen.
Ihre erste Rolle bekam sie 2006 in der beliebten Fernsehserie Nachbarn. Sie spielte dort von August 2006 an die wiederkehrende Nebenrolle der blinden Anne Baxter, der leiblichen Tochter von Kim (Brett Swain) und Janelle Timmins (Nell Feeney). Im Juli 2007 verließ sie die Serie, während ihre Figur zusammen mit dem Rest der Familie nach Cairns umzog. Danach stand sie in der Hauptrolle der Celestine im Fantasy-Kurzfilm Hugo vor der Kamera. Anfang 2008 wurde sie für die Rolle der Nicole Franklin in der preisgekrönten Seifenoper Home and Away gecastet, in der sie im April 2008 erstmals im Fernsehen zu sehen war. Nach über drei Jahren in dieser Rolle gab sie im März 2011 ihren Ausstieg aus der Serie bekannt. 2012 war sie im Drama Beaconsfield als Lauren Kielmann, der Tochter des Bergmanns Larry Knight (Simon Lyndon), der nach dem Einsturz einer Mine starb, zu sehen.
Im Dezember 2011 heiratete Tessa James den NRL-Rugby-Spieler Nate Myles, mit dem sie bereits seit Januar 2011 liiert war.

## Filmografie
- 2006–2007: Nachbarn (Fernsehserie)
- 2008: Hugo (Kurzfilm)
- 2008–2011: Home and Away (Fernsehserie)
- 2012: Beaconsfield (Fernsehfilm)
- 2015: Love Child (Fernsehserie)
- 2016: Spin Out
- 2017: You’re Gonna Miss Me
- 2018: Harmony
- 2018: The Rookie (Fernsehserie)